# Aliaxandr Karnitski
Aliaxandr Karnitski –en bielorruso, Аляксандр Карницкий– (4 de octubre de 1976) es un deportista bielorruso que compitió en lucha libre. Ganó una medalla de bronce en el Campeonato Europeo de Lucha de 2001, en la categoría de 58 kg.

## Palmarés internacional
| Campeonato Europeo | Campeonato Europeo | Campeonato Europeo | Campeonato Europeo |
| Año                | Lugar              | Medalla            | Categoría          |
| ------------------ | ------------------ | ------------------ | ------------------ |
| 2001               | Budapest (Hungría) | Medalla de bronce  | 58 kg              |